# Sojoez TMA-13M
Sojoez TMA-13M was een ruimtevlucht naar het Internationaal ruimtestation ISS die op 28 mei 2014 werd gelanceerd. De Sojoez vervoerde drie bemanningsleden voor ISS Expeditie 40. Het was de 122e vlucht van een Sojoez-ruimteschip. En de 39e naar het ISS. De Sojoez keerde terug naar de aarde op 10 november 2014 met de bemanning van ISS Expeditie 41.

## Bemanning
| Positie           | Ruimtevaarder                            |                                          |
| ----------------- | ---------------------------------------- | ---------------------------------------- |
| Bevelhebber       | Maksim Surajev, RSA 2e ruimtevlucht      | Maksim Surajev, RSA 2e ruimtevlucht      |
| Flight Engineer 1 | Gregory R. Wiseman, NASA 1e ruimtevlucht | Gregory R. Wiseman, NASA 1e ruimtevlucht |
| Flight Engineer 2 | Alexander Gerst, ESA 1e ruimtevlucht     | Alexander Gerst, ESA 1e ruimtevlucht     |

## Reservebemanning
| Positie           | Ruimtevaarder               |                             |
| ----------------- | --------------------------- | --------------------------- |
| Bevelhebber       | Anton Sjkaplerov, RSA       | Anton Sjkaplerov, RSA       |
| Flight Engineer 1 | Samantha Cristoforetti, ESA | Samantha Cristoforetti, ESA |
| Flight Engineer 2 | Terry Virts, NASA           | Terry Virts, NASA           |

TMA-1 · TMA-2 · TMA-3 · TMA-4 · TMA-5 · TMA-6 · TMA-7 · TMA-8 · TMA-9 · TMA-10 · TMA-11 · TMA-12 · TMA-13 · TMA-14 · TMA-15 · TMA-16 · TMA-17 · TMA-18 · TMA-19 · TMA-01M · TMA-20 · TMA-21 · TMA-02M · TMA-22 · TMA-03M · TMA-04M · TMA-05M · TMA-06M · TMA-07M · TMA-08M  · TMA-09M · TMA-10M · TMA-11M · TMA-12M · TMA-13M · TMA-14M · TMA-15M · TMA-16M · TMA-17M · TMA-18M · TMA-19M · TMA-20M